# وزارت انرژی (تایلند)
وزارت انرژی تایلند (تایلندی: กระทรวงพลังงาน) از وزارتخانه‌های دولت تایلند است، که وظیفه نظارت بر صنعت برق، صنعت نفت و گاز کشور تایلند را برعهده دارد. وزارت انرژی تایلند در سال ۲۰۰۲ تأسیس شد.